# 村上美平
村上 美平（むらかみ よしひら、1789年（天明9年）‐ 1843年（天保14年））は、江戸時代後期の神職、医学者。霊明神社（京都府京都市東山区）の二代目神主。父である村上都愷の死後、霊明神社に大きな影響を与えた。

## 生涯
1789年（天明9年）に村上都愷の嫡子として生まれる。智勇な人物であり、幼い頃から儒学や医学などが優秀であった。父を助けながらひたすら神道に励んだものの、1819年（文政2年）に父が死去。そのため二代目として父の後を継いだ。1820年（文政3年）に正法寺での葬儀を決定した門人に「違乱申立」はしないと言い、改めて清林庵と取り決めた。そして、神祇管領吉田殿家に願い、「神葬許状」を貰った。
1827年（文政10年）に大塩平八郎も関係するキリシタンの事件で、平八郎と豊田貢が投獄された際、その嫌疑が土御門家にまで及んだため、無実を証明するために大坂町奉行に乗り込み、陰陽道に申し込み、嫌疑を晴らした。1843年（天保14年）、霊明神社の発展に取り組みながら死去（54歳没）。